# Nasale labiodentale
La nasale labiodentale è una consonante, rappresentata con il simbolo [ɱ] nell'alfabeto fonetico internazionale (IPA).
Nella lingua italiana tale fono è rappresentato dalla lettera N, ma solo quando posta davanti a F o V.

## Caratteristiche
La consonante nasale labiodentale presenta le seguenti caratteristiche:
- il suo modo di articolazione è nasale, perché questo fono è dovuto all'occlusione parziale del canale orale (la bocca), con conseguente deflusso dell'aria dal naso;
- il suo luogo di articolazione è labiodentale, perché nel pronunciare tale suono i denti incisivi superiori si accostano al labbro inferiore;
- è una consonante sonora, in quanto questo suono è prodotto con la vibrazione delle corde vocali.

## Occorrenze

### Italiano
In italiano tale fono è un allofono della nasale alveolare /n/ che ricorre tutte le volte in cui tale consonante si trovi davanti a una fricativa labiodentale, vale a dire davanti a ⟨v⟩ e ⟨f⟩: esempi di questo tipo sono le parole "panfilo" e "invano", pronunciate rispettivamente [ˈpaɱfilo] e [iɱˈvaːno].

### Spagnolo
In lingua spagnola tale fono è reso con la grafia ⟨n⟩ (solo davanti a ⟨f⟩):
- infierno "inferno" [iɱˈfjerno]

### Catalano
In lingua catalana valgono le stesse regole che per l'italiano:
- enviar "mandare" [əɱbiˈa]

### Ceco
In lingua ceca tale fono è reso con ⟨m⟩ davanti a ⟨f⟩ o ⟨v⟩:
- tramvaj "tram" [ˈtraɱvaj]
- trumf "palma (gioco)" [truɱf]

### Inglese
In lingua inglese tale fono è allofono di /m/ davanti a /f/ o /v/:
- comfort "comodità"
- circumvent
- symphony "sinfonia" [ˈsɪɱfəni]

### Norvegese
In lingua norvegese tale fono è reso con la grafia ⟨m⟩, e valgono le stesse regole che per l'inglese:
- komfyr [kʰɔɱˈfyːɾ]

### Greco moderno
In lingua greca tale fono è reso con ⟨μ⟩ seguito da ⟨β⟩ nell'alfabeto greco:
- έμβρυο "embrione" [ˈɛɱvrio]